# Balvaneda
Balvaneda är en ort i Mexiko.   Den ligger i kommunen Irimbo och delstaten Michoacán de Ocampo, i den södra delen av landet, 140 km väster om huvudstaden Mexico City. Balvaneda ligger 2 149 meter över havet och antalet invånare är 148.
Terrängen runt Balvaneda är huvudsakligen kuperad, men den allra närmaste omgivningen är platt. Runt Balvaneda är det ganska tätbefolkat, med 96 invånare per kvadratkilometer. Närmaste större samhälle är Ciudad Hidalgo, 12,8 km sydväst om Balvaneda. I omgivningarna runt Balvaneda växer i huvudsak blandskog.